# کاریستیا

کاریستیا (انگلیسی: Caristia) یک تعطیلات رسمی اما خصوصی در ۲۲ فوریه بود که عشق به خانواده را با ضیافت و هدایا جشن می‌گرفت.